# San Giovanni la Punta
San Giovanni la Punta é uma comuna italiana da região da Sicília, província de Catania, com cerca de 20.862 habitantes. Estende-se por uma área de 10 km², tendo uma densidade populacional de 2086 hab/km². Faz fronteira com Aci Bonaccorsi, Pedara, San Gregorio di Catania, Sant'Agata li Battiati, Trecastagni, Tremestieri Etneo, Valverde, Viagrande.

## Demografia
| Variação demográfica do município entre 1861 e 2011                               |
|                                                                                   |
| Fonte: Istituto Nazionale di Statistica (ISTAT) - Elaboração gráfica da Wikipedia |